# Diodotosz (történetíró)
Diodotosz (Kr. e. 2. század) görög történetíró
Eritreából származott, egy „Nagy Sándor naplója” című munkát készített, amely forrásul szolgált Plutarkhosz, Diodórosz és Kleitarkhosz számára. A mű nem maradt fenn.